# Rock symphonique
Genres associés
Rock progressif
Le rock symphonique (ou classical rock) est un sous-genre de rock qui combine des éléments de rock et de musique classique. Apparu dans la seconde moitié des années 1960, il se développe au début des années 1970 et devient populaire au cours de cette même décennie. Le succès du genre diminue à partir de la fin des années 1970 jusqu'à perdre complètement en popularité au cours des années 1980. Le rock symphonique est remis au goût du jour durant les années 1990.

## Terminologie
Le rock symphonique est un sous-genre du rock qui est aussi connu sous le nom de « classical rock ». Le terme « rock symphonique » est souvent utilisé comme un synonyme de « rock progressif », ou est considéré comme une « sous-catégorie » distincte de ce dernier,. Dans sa thèse de Ph.D., Suzanne Mary Wilkins définit le rock symphonique comme un sous-genre du rock progressif qui présente les caractéristiques suivantes :
- l'emploi d'instruments classiques et d'une orchestration sophistiquée ;
- la participation d'un groupe de rock ;
- le groupe de rock et l'ensemble classique doivent tous deux jouer un rôle significatif dans la composition de la musique.

Selon un article du magazine musical The Wire, le rock symphonique possède des signatures rythmiques composées, une instrumentation complexe, des tonalités « prétentieuses », une structure « mélodramatique » et des solos « grandiloquents ».

## Caractéristiques
Le rock symphonique est une fusion de rock et de musique classique. Le genre se caractérise par des structures complexes, des harmonies riches et des timbres contrastés. Les groupes rattachés au rock symphonique, pour la plupart anglais, mêlent des sonorités propres au rock avec une composition élaborée. Ils associent guitares électriques et batteries avec d'autres instruments comme des hautbois, des violons et des violoncelles. Les mélodies et les crescendos caractéristiques des compositeurs classiques se mêlent à des guitares électriques et des synthétiseurs. Le clavier reste néanmoins l'instrument central du rock symphonique et a été utilisé par presque tous les groupes liés au genre.
Quand les groupes de rock symphonique ne collaborent pas avec un orchestre, ils incorporent des éléments de musique classique au sein de leurs compositions. Dans plusieurs de leurs albums, Emerson, Lake and Palmer ont réarrangé des œuvres classiques en version rock ; Pictures at an Exhibition est par exemple une adaptation de Tableaux d'une exposition de Modeste Moussorgski. Les paroles de groupes tels qu'Emerson, Lake and Palmer, Genesis, King Crimson et Yes reposent en grande partie sur des éléments visuels et des thèmes épiques. La science-fiction est un thème souvent retrouvé dans les chansons de rock symphonique.
En concert, des chansons comme Nights in White Satin des Moody Blues, 10538 Overture d'Electric Light Orchestra et Shine On You Crazy Diamond de Pink Floyd sont accompagnées de fumée répandue sur scène, de lasers ou encore, dans le cas de Pink Floyd, de cochons gonflables volants.

## Histoire
Sur leur album Sgt. Pepper's Lonely Hearts Club Band, paru en 1967, les Beatles expérimentent de nouveaux sons influencés par la musique classique. Plusieurs groupes de rock ont rapidement l'idée d'interpréter une forme de rock symphonique et n'hésitent pas à s'inspirer eux aussi de la musique classique. Procol Harum, The Moody Blues et The Nice, tous les trois issus de la scène psychédélique britannique, figurent parmi les leaders de ce nouveau genre. The Moody Blues sont l'un des premiers groupes à utiliser systématiquement le mellotron. Fin 1967, ils collaborent avec le London Festival Orchestra et enregistrent Days of Future Passed qui, selon l'auteur Edward Macan, « a presque défini à lui seul le concept du « rock symphonique ». » L'album est bien accueilli par les critiques musicaux de l'époque et popularise le groupe aux États-Unis. Il atteint la 27e place du hit-parade britannique et reste 103 semaines dans le Billboard 200 américain. Leur single Nights in White Satin rencontre également le succès dans les hit-parades ; il devient un tube dans toute l'Europe, dont au Royaume-Uni, où il est d'abord classé 19e avant de retourner dans le top 20 à deux reprises dans les deux décennies qui suivent. Procol Harum, qui se fait connaître avec le tube A Whiter Shade of Pale, utilise l'orgue Hammond pour reproduire des sons d'orgue, mais aussi des instruments acoustiques comme sur A Salty Dog (1969). Avec la parution de leur premier album en 1969, In the Court of the Crimson King, King Crimson devient l'un des représentants majeurs du mouvement.
Le rock symphonique se développe au début des années 1970. Outre les Moody Blues et Procol Harum, Emerson, Lake and Palmer et Renaissance rencontrent eux aussi un certain succès. Miguel Ríos introduit le genre en Espagne avec Himno a la Alegría (1970), une adaptation de la 9e symphonie de Ludwig van Beethoven. Sa version anglaise, baptisée A Song of Joy, est classée 14e aux États-Unis et se vend à plus de trois millions d'exemplaires. En août 1972, Nights in White Satin sort en single aux États-Unis et est classé 2e. Un groupe originaire de Birmingham nommé Electric Light Orchestra va devenir particulièrement populaire au cours des années 1970. Leur reprise de Roll Over Beethoven (1973) mélange le rock 'n' roll du titre original de Chuck Berry avec des éléments de la 5e symphonie de Beethoven. C'est cependant avec Can't Get It Out of My Head (1974) que le groupe se fait réellement connaître du grand public. En 1979, le groupe compte trois albums certifiés disque d'or — Eldorado (1974), Face the Music (1975) et A New World Record (1976) — et un album certifié disque de platine — Out of the Blue (1977) — aux États-Unis.
À la fin des années 1970, le disco, le punk et le heavy metal se font connaître du grand public et pendant les années 1980, le rock symphonique a pratiquement perdu toute forme de popularité. Beaucoup de groupes de rock symphonique se séparent ou se mettent en pause. Le groupe suisse Krokus abandonne le genre à partir de 1978 et se tourne vers un hard rock proche de celui d'AC/DC. La parution de leur album Metal Rendez-vous (1980) marque un tournant dans la carrière du groupe ; beaucoup plus pesant que leurs précédents albums, il paraît au moment du renouveau du heavy metal au Royaume-Uni. Pendant cette période, Krokus rencontre le succès en Europe et commence à gagner en popularité au Royaume-Uni et aux États-Unis. Electric Light Orchestra voit sa popularité diminuer à partir du début des années 1980, au moment où la new wave commence à émerger. Le groupe continue de publier trois albums au cours de la décennie : Time (1981), Secret Messages (1983) et Balance of Power (1986). Son succès décroit néanmoins de plus en plus, surtout aux États-Unis, et son leader, Jeff Lynne, décide finalement de dissoudre le groupe. Au cours des années 1990, les collaborations entre groupes de rock et orchestres symphoniques deviennent à nouveau fréquentes. Toute une série d'albums de rock symphonique est publiée au cours de l'année 1995.
Le groupe néerlandais Within Temptation se fait connaître avec Mother Earth (2000) et le single Ice Queen. Leurs albums suivants sont très bien accueillis et leurs concerts à travers le monde sont systématiquement complets.